# Ib Olsen (roer)
Jørgen Ib Olsen (9. november 1929 - 9. november 2009) var en dansk roer fra Højelse. Han repræsenterede Køge Roklub
Olsen vandt, sammen med Erik Larsen, Børge Raahauge Nielsen, Henry Larsen og Harry Knudsen, bronze i firer med styrmand ved OL 1948 i London. Der deltog i alt 16 lande i konkurrencen, hvor USA og Schweiz vandt henholdsvis guld og sølv foran den danske båd. Det var den ene af 20 danske medaljer ved legene. Det var det eneste OL, Olsen deltog i.

## OL-medaljer
- 1948:  Bronze i firer med styrmand